# Championnat de Belgique de football de troisième division 1986-1987
Le Championnat de Belgique de football D3 1986-1987 est la compétition belge de football du 3e niveau national qui a eu lieu en 1986 et 1987. Cette édition a vu le sacre du FC Eeklo.

## Division 3 nationale série A

### Classement
| position | Equipe           | Joués | Gagnés | Perdus | Nuls | Points |          |
| -------- | ---------------- | ----- | ------ | ------ | ---- | ------ | -------- |
| 1        | FC Eecloo        | 30    | 15     | 5      | 10   | 40     | Champion |
| 2        | AA La Louvière   | 30    | 18     | 9      | 3    | 39     |          |
| 3        | FC Endr. Zele    | 30    | 15     | 6      | 9    | 39     |          |
| 4        | VK Ninove        | 30    | 12     | 7      | 11   | 35     |          |
| 5        | Union S-G        | 30    | 10     | 7      | 13   | 33     |          |
| 6        | SK Roulers       | 30    | 12     | 10     | 8    | 32     |          |
| 7        | Francs Borains   | 30    | 12     | 10     | 8    | 32     |          |
| 8        | VC Jong Lede     | 30    | 12     | 11     | 7    | 31     |          |
| 9        | AEC Mons         | 30    | 11     | 10     | 9    | 31     |          |
| 10       | KV Ostende       | 30    | 11     | 12     | 7    | 29     |          |
| 11       | HO Merchtem      | 30    | 11     | 14     | 5    | 27     |          |
| 12       | Excelsior Virton | 30    | 9      | 13     | 8    | 26     |          |
| 13       | OC Charleroi     | 30    | 9      | 13     | 8    | 26     |          |
| 14       | SV Oudenarde     | 30    | 8      | 15     | 7    | 23     |          |
| 15       | Diegem Sport     | 30    | 7      | 15     | 8    | 22     | Relégué  |
| 16       | US Binchoise     | 30    | 4      | 19     | 7    | 15     | Relégué  |